# Oliarus busoensis
Oliarus busoensis är en insektsart som beskrevs av Van Stalle 1989. Oliarus busoensis ingår i släktet Oliarus och familjen kilstritar. Inga underarter finns listade i Catalogue of Life.